# جی‌دی ۳۵۸
جی‌دی ۳۵۸ یک ستاره است که در صورت فلکی زانوزده قرار دارد.